# Vila Povltavská 20 (Praha)
Vila Povltavská 20 je rodinná vila v Praze 7-Troji, která stojí na jižním úpatí vrchu s přírodní památkou Jabloňka se zámečkem Jabloňka. Od roku 1972 je chráněna jako nemovitá kulturní památka České republiky.

## Historie
Rodinná vila byla postavena roku 1908 pro synovce architekta Josefa Mockera, výstavbu realizoval stavitel Antonín Žižka.

## Popis
Stavba je součástí souboru původní dochované zástavby při Povltavské ulici z přelomu 19. a 20. století. Jednopatrová vila s podkrovím je situovaná ve svahu. Její střecha je sedlová, částečně valbová s mansardou. Na pravém průčelí je rizalit, který vybíhá do štítu z hrázděného zdiva. Západní fasáda je zdobena valutovým štítem, na východní je rizalit, zakončený štítem. Vila má nárožní bosáže; na její fasádě se střídají hladké plochy se strukturální omítkou v okenních ostěních.